# لورا سميث
لورا سميث (بالإنجليزية: Laura Smith)‏ هي مغنية أمريكية، ولدت في مارس 1882 في إلينوي في الولايات المتحدة، وتوفيت في فبراير 1932 في لوس أنجلوس في الولايات المتحدة.

## وصلات خارجية
- لورا سميث على موقع ميوزك برينز (الإنجليزية)
- لورا سميث على موقع أول ميوزيك (الإنجليزية)
- لورا سميث على موقع ديسكوغز (الإنجليزية)